# 玉华乡 (瓮安县)
玉华乡，是中华人民共和国贵州省黔南布依族苗族自治州瓮安县一个已撤销的乡级行政区，2013年6月24日，贵州省人民政府批复同意瓮安县部分乡镇行政区划调整，撤销玉华乡，将岩根河村和太文村白溪组、民寨组、下朵良组、高白溪组、酸枣坪组划入银盏镇，将太文村（除白溪组、民寨组、下朵良组、高白溪组、酸枣坪组外）划入新设置的建中镇。